# Liste d'arènes
La liste d'arènes ci-après comprend :
- les arènes d’Espagne classées par communauté autonome et par province, avec pour chacune, l’indication de la catégorie et, dans la mesure du possible, les périodes ou dates de célébration de corridas[1] ;
- les arènes de France classées par département, avec pour chacune l’indication des types de courses organisées (corridas, courses camarguaises ou courses landaises) et, dans la mesure du possible, les périodes ou dates de célébration de corridas[1] ;
- les arènes du Portugal classées par région, avec pour chacune l’indication des types de courses organisées ;
- les arènes d’Amérique latine classées par pays, avec pour chacune et dans la mesure du possible, les périodes ou dates de célébration de corridas[1].
- les arènes d'Algérie et du Maroc sont les uniques et rares arènes du continent Africain[2].

| Europe : Espagne - France - Portugal - Italie Amérique latine : Colombie - Équateur - Mexique - Pérou - Venezuela Afrique: Algérie - Maroc |

## Europe

### Espagne

#### Communauté autonome d’Andalousie

##### Province d'Almería
- Almería (2e catégorie) : Feria à la fin août
- Berja (3e catégorie) : Feria début août
- Cañada (3e catégorie)
- Canjáyar (3e catégorie)
- Cenicientos (3e catégorie)
- Cuevas de Vera (3e catégorie)
- Gador (3e catégorie)
- Herrería (3e catégorie)
- Huércal-Overa (3e catégorie) : Feria mi-octobre
- Laújar de Andarax (3e catégorie)
- Roquetas (3e catégorie)
- Serón (3e catégorie)
- Tabernas (3e catégorie)
- Vélez Rubio (3e catégorie)
- Vera (3e catégorie) : Feria de San Cleofás

##### Province de Cadix
- Alcalá de los Gazules (3e catégorie)
- Alcalá del Valle (3e catégorie) : 1er mai et mi-août
- Algar (3e catégorie)
- Algésiras (2e catégorie) : février
- Almarchal (3e catégorie)
- Arcos de la Frontera (3e catégorie) : 1 ou 2 corridas fin septembre / début octobre
- Barbate (3e catégorie)
- Benamahoma (3e catégorie)
- Benaocaz (3e catégorie)
- Benalup (3e catégorie)
- Chiclana de la Frontera (3e catégorie)
- Chipiona (3e catégorie)
- El Bosque (3e catégorie)

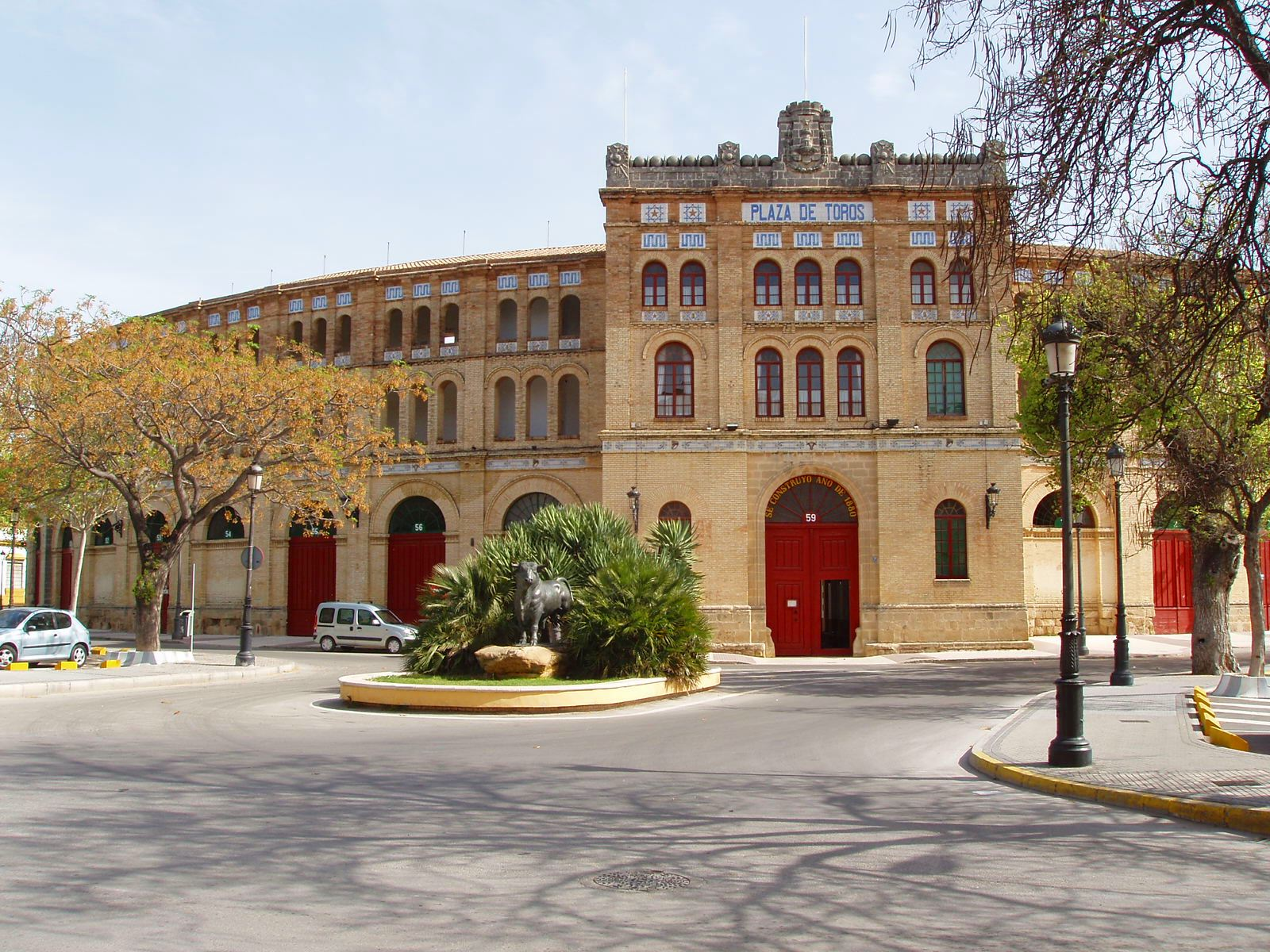
Arènes du Puerto de Santa María.

- El Puerto de Santa María (2e catégorie) : corridas tous les dimanches ou presque, en juillet et août
- Jerez de la Frontera (3e catégorie) : Remarquable pour sa Feria del caballo, début mai, au cours de laquelle ont lieu essentiellement des corridas de rejón. Remarquable aussi pour son vin et son vinaigre.
- La Línea de la Concepción (3e catégorie)
- Los Barrios (3e catégorie) : Feria de 3 ou 4 corridas mi-mai
- Olvera (3e catégorie)
- Prado del Rey (3e catégorie)
- Puerto Real (3e catégorie)
- Puerto Serrano (3e catégorie)
- Rota (3e catégorie)
- San Fernando (3e catégorie) : Mi-juillet / mi-septembre
- Sanlúcar de Barrameda (3e catégorie)
- San Roque (3e catégorie)
- Tarifa (3e catégorie)
- Trebujena (3e catégorie)
- Ubrique (3e catégorie)
- Villaluenga del Rosario (3e catégorie)
- Zahara (3e catégorie)

##### Province de Cordoue
- Cordoue aux arènes de Cordoue (1re catégorie) : Feria fin mai ; novilladas isolées en début et en fin de saison
- Aguilar de la Frontera (3e catégorie) : 1 ou 2 corridas début août
- Alcaracejos (3e catégorie)
- Algallarín (3e catégorie)
- Almodovar del Río (3e catégorie)
- Añora (3e catégorie)
- Baena (3e catégorie)
- Bélmez (3e catégorie)
- Benamejí (3e catégorie)
- Cabra (3e catégorie) : 2 ou 3 corridas, en avril et septembre
- Conquista (3e catégorie)
- Dos Torres (3e catégorie)
- El Guijo (3e catégorie)
- El Carpio (3e catégorie)
- El Viso (3e catégorie)
- Fuente Palmera (3e catégorie)
- Hinojosa (3e catégorie)
- La Carlota (3e catégorie)
- Lucena (3e catégorie)
- Montemayor (3e catégorie)
- Montilla (3e catégorie) : 3 ou 4 novilladas à la mi-juillet
- Montoro (3e catégorie) : Feria de la Virgen del Rosario, 2 ou 3 corridas à la mi-octobre
- Palma del Río (3e catégorie)
- Posadas (3e catégorie)
- Pozoblanco (3e catégorie) : Fiestas de La Merced, fin septembre
- Priego de Córdoba (3e catégorie)
- Puente Genil (3e catégorie)
- Rute (3e catégorie)
- Torrecampo (3e catégorie)
- Villanueva de Córdoba (3e catégorie)
- Villafranca de Córdoba (3e catégorie)

##### Province de Grenade
- Grenade (2e catégorie) : Feria fin mai
- Alcudia de Guadix (3e catégorie)
- Atarfe (3e catégorie)
- Baza (3e catégorie) : Feria les 12 et 13 septembre
- Churriana (3e catégorie)
- Dúrcal (3e catégorie)
- Ferreira (3e catégorie)
- Fuente Vaqueros (3e catégorie)
- Gor (ville d’Espagne) (3e catégorie)
- Guadix (3e catégorie)
- Güejar-Sierra (3e catégorie)
- Huéscar (3e catégorie)
- Jerez del Marquesado (3e catégorie)
- Loja (3e catégorie) : 1 ou 2 corridas fin août
- Montefrío (3e catégorie)
- Motril (3e catégorie)
- Pinos Puente (3e catégorie)
- Puebla de Don Fadrique (3e catégorie)
- Ugíjar (3e catégorie)

##### Province de Huelva
- Huelva (2e catégorie) : Fiestas colombinas fin juillet / début août
- Almonaster la Real (3e catégorie)
- Almonte (3e catégorie)
- Aracena (3e catégorie)
- Aroche (3e catégorie)
- Arroyomolinos de León (3e catégorie)
- Ayamonte (3e catégorie)
- Bollullos (3e catégorie)
- Calañas (3e catégorie)
- Campofrío (3e catégorie)
- Cortegana (3e catégorie)
- Cumbres de San Bartolomé (3e catégorie)
- El Repilado (3e catégorie)
- Fuenteheridos (3e catégorie)
- Gibraleón (3e catégorie)
- Higuera de la Sierra (3e catégorie)
- Jabugo (3e catégorie)
- La Palma (3e catégorie)
- Lepe (3e catégorie)
- Lucena del Puerto (3e catégorie)
- Moguer (3e catégorie) : Feria de la Virgen de Montemayor, 3 ou 4 corridas autour du 10 septembre
- Nerva (3e catégorie)
- Niebla (3e catégorie)
- Paterna del Campo (3e catégorie)
- San Juan del Puerto (3e catégorie)
- Santa Ana la Real (3e catégorie)
- Santa Olalla del Cala (3e catégorie)
- Trigueros (3e catégorie)
- Valverde del Camino (3e catégorie)
- Villarrasa (3e catégorie)
- Zalamea la Real (3e catégorie)
- Zufre (3e catégorie) : 1 corrida, début septembre

##### Province de Jaén
- Jaén (2e catégorie) : corridas isolées en début de saison ; Feria de San Lucas mi-octobre
- Andújar (3e catégorie)
- Arroyo del Ojanco (3e catégorie)
- Baeza (3e catégorie)
- Bailén (3e catégorie)
- Beas de Segura (3e catégorie) : 2 ou 3 corridas fin septembre
- Castellar de Santiestéban (3e catégorie) : 2 ou 3 corridas mi-août
- Cazorla (3e catégorie) : 2 ou 3 corridas fin septembre
- Ibros (3e catégorie)
- Jamilena (3e catégorie)
- Jódar (3e catégorie) : 1 ou 2 corridas début septembre
- La Carolina (3e catégorie)
- La Puerta de Segura (3e catégorie) : 1 ou 2 corridas fin septembre
- Linares (2e catégorie) : Feria de la San Agustín fin août
- Martos (3e catégorie) : 3 ou 4 corridas fin août
- Navas de San Juan (3e catégorie) : 4 ou 5 novilladas fin juin
- Orcera (3e catégorie)
- Pegalajar (3e catégorie)
- Porcuna (3e catégorie)
- Sabiote (3e catégorie) : Fiestas de San Ginés de la Jara à la fin août
- Santa Elena (3e catégorie)
- Santiestéban del Puerto (3e catégorie) : Feria de la Pascuamayo, fin mai / début juin
- Segura de la Sierra (3e catégorie) : 1 ou 2 corridas début octobre
- Torre del Campo (3e catégorie)
- Úbeda (3e catégorie) : Feria de San Miguel (fin septembre / début octobre), 4 ou 5 corridas
- Villacarrillo (3e catégorie) : 2 ou 3 corridas mi-septembre
- Villagordo (3e catégorie)
- Villanueva del Arzobispo (3e catégorie)
- Villarrodrigo (3e catégorie)

##### Province de Malaga

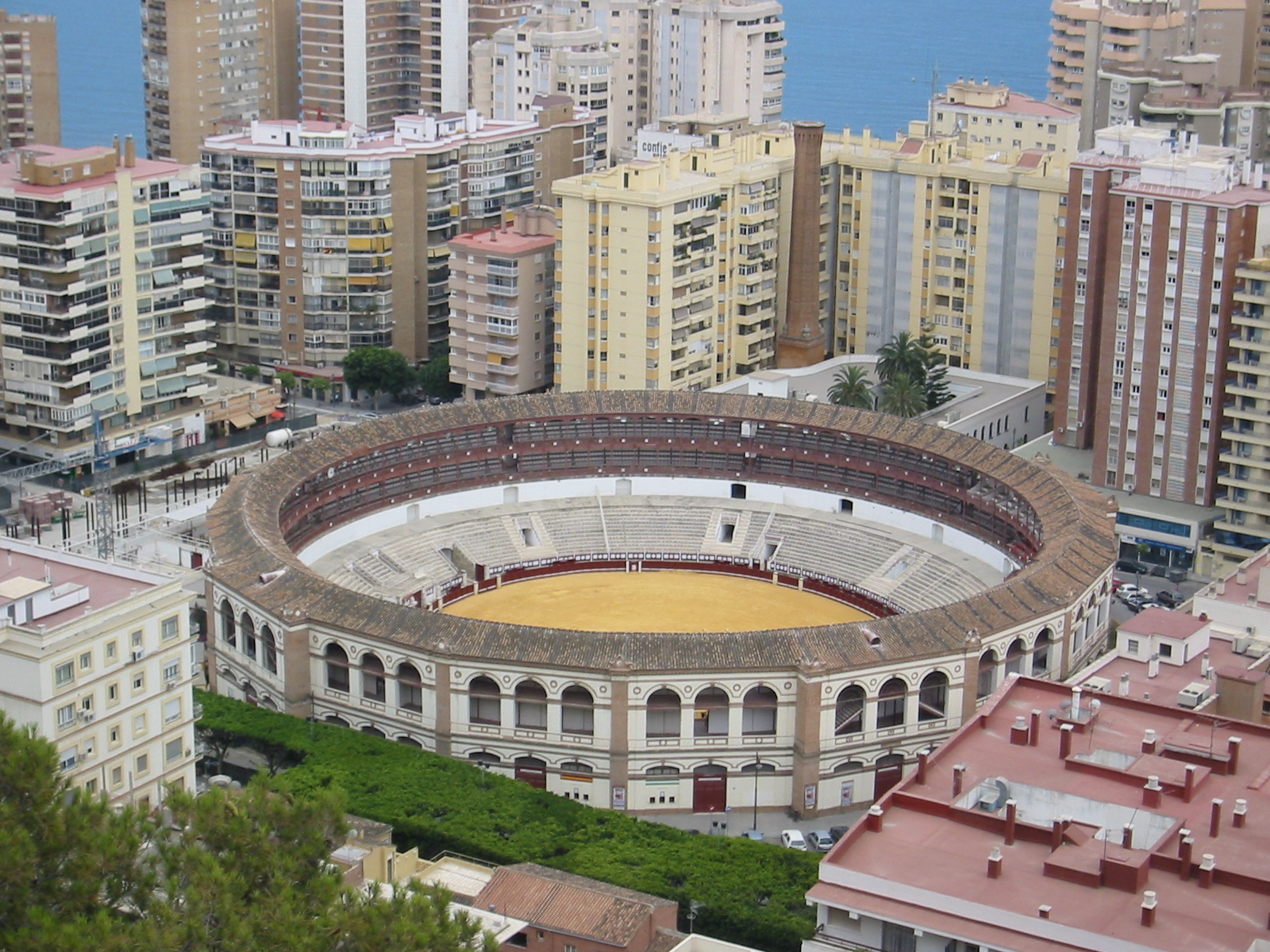
Arènes de Malaga.

- Malaga aux arènes de Malaga (1re catégorie) : Feria autour du 15 août
- Algarrobo (3e catégorie)
- Antequera (3e catégorie) : 3 ou 4 corridas à la mi-août
- Benalauria (3e catégorie)
- Benalmádena (3e catégorie) : 6 à 8 corridas isolées, tout au long de l'année
- Campillos (3e catégorie)
- Carratraca (3e catégorie)
- Coín (3e catégorie)
- Cortes de la Frontera (3e catégorie)
- El Burgo (3e catégorie)
- Estepona (3e catégorie)
- Fuengirola (3e catégorie) : 2 ou 3 corridas, début octobre
- Gaucín (3e catégorie)
- Marbella (3e catégorie) : une dizaine de corridas, tout au long de l'année

- Mijas (3e catégorie)
- Mollina (3e catégorie)

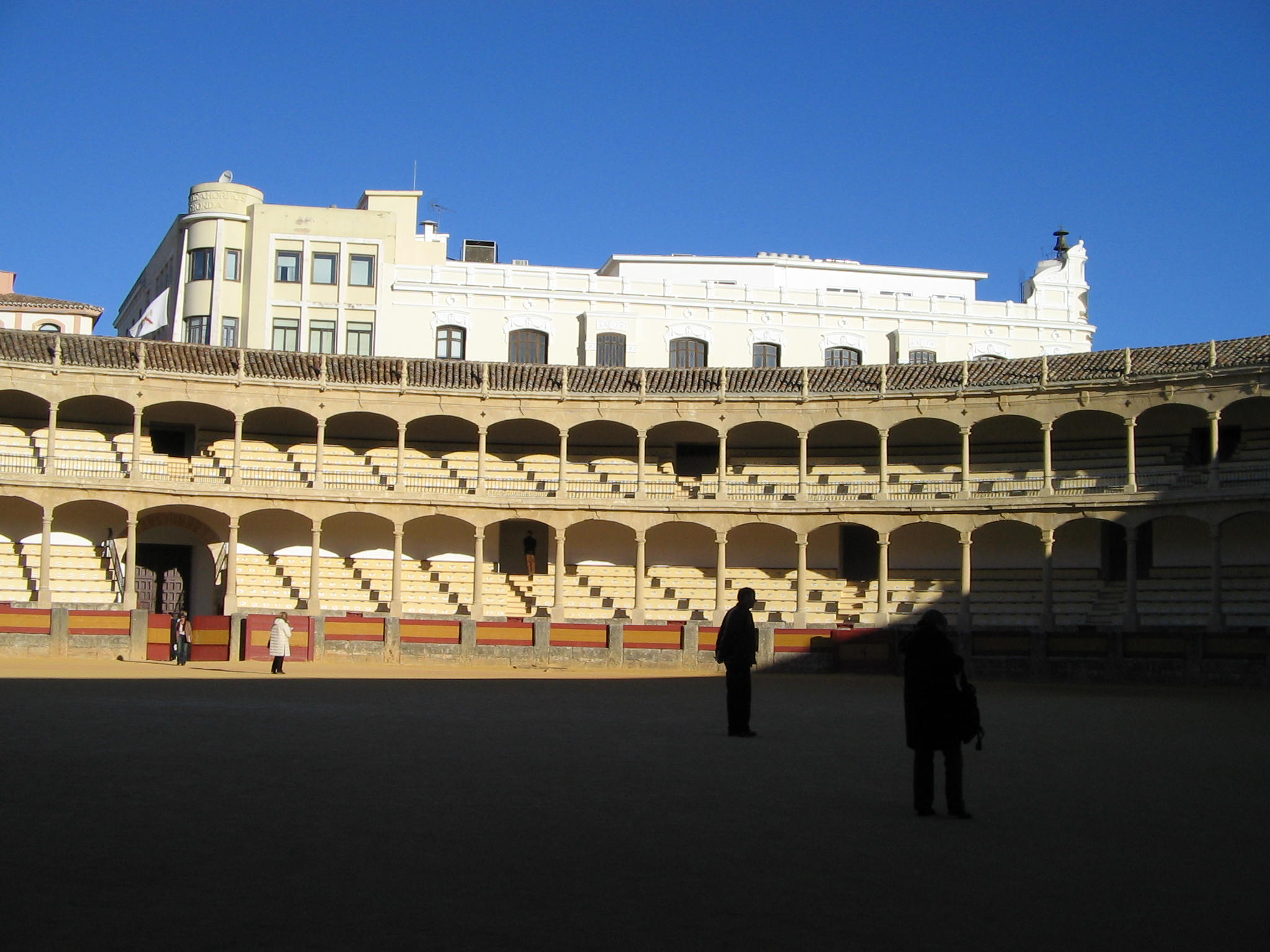
Arènes de Ronda.

- Puerto Banus (Marbella) (3e catégorie)
- Ronda aux arènes de Ronda (3e catégorie) : L’une des plus anciennes arènes d’Espagne (1786) après Séville ; l’une des plus belles, avec Séville ; Francisco Romero, « l’inventeur » de la « corrida moderne » était originaire de Ronda. Corrida en mars ; petite feria en septembre, au cours de laquelle a lieu une corrida goyesque.
- Torremolinos (3e catégorie)
- Vélez-Málaga (3e catégorie)
- Villanueva del Rosario (3e catégorie)

##### Province de Séville
- Séville - Plaza de Toros de la Maestranza (1re catégorie) : Corrida du Domingo de Resurrección (Dimanche de Pâques) suivie d'une célébrissime feria de quinze jours, une ou deux semaines plus tard ; corridas isolées en mai et juin, le 15 août et le 12 octobre ; Feria de San Miguel le dernier week-end de septembre

- Alcalá de Guadaíra (3e catégorie)
- Alcalá del Río (3e catégorie)
- Almadén de la Plata (3e catégorie)
- Aznalcóllar (3e catégorie)
- Bormujos (3e catégorie)
- Camas (3e catégorie)
- Cantillana (3e catégorie)
- Carmona (3e catégorie)

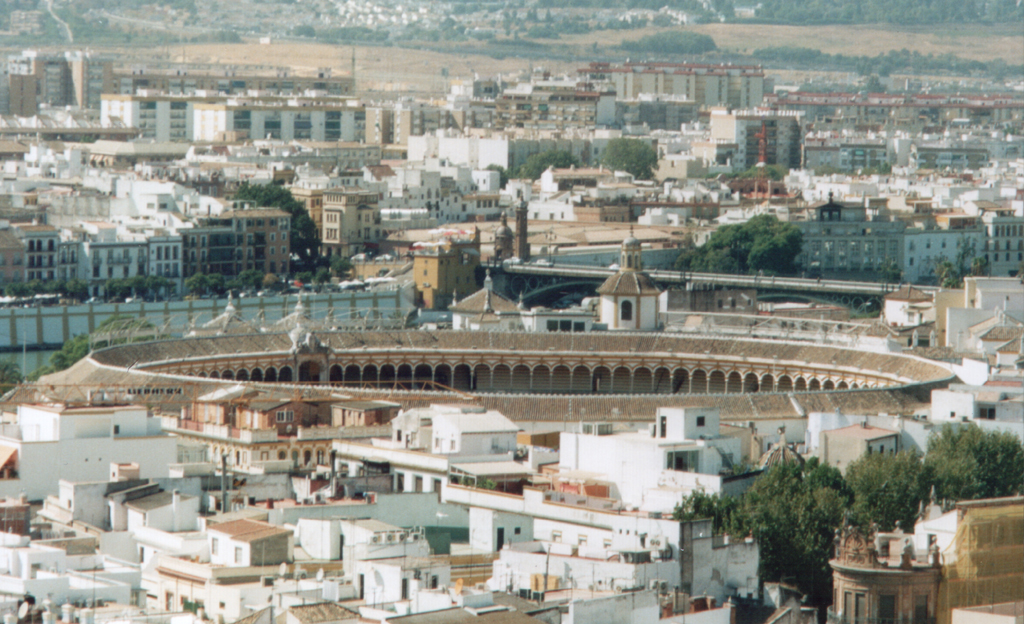
Arènes de Séville.

- Castillo de las Guardas (3e catégorie)
- Cazalla de la Sierra (3e catégorie)
- Constantina (3e catégorie) : petite feria de 2 ou 3 corridas en août
- Dos Hermanas (3e catégorie)
- Écija (3e catégorie) : Feria de San Mateo, 2 ou 3 corridas en septembre
- El Real de la Jara (3e catégorie)
- Espartinas (3e catégorie)
- Estepa (3e catégorie)
- Guillena (3e catégorie) : Feria de Novilladas « La Granada de Plata », série de plusieurs novilladas en février et mars
- La Algaba (3e catégorie) : Les arènes ne sont fixes que sur la moitié de leur circonférence. L'autre moitié est « à l'ancienne », faite avec des gradins en bois protégés par des roues de charrettes. À voir !
- Lora del Río (3e catégorie)
- Marchena (3e catégorie)
- Morón de la Frontera (3e catégorie)
- Osuna (3e catégorie)
- Sanlúcar la Mayor (3e catégorie)
- Santiponce (3e catégorie)
- Tocina (3e catégorie)
- Utrera (3e catégorie)

#### Communauté autonome d’Aragon

##### Province de Huesca
- Huesca (2e catégorie) : Feria début août
- Altorricón (3e catégorie)
- Barbastro (3e catégorie) : 1 corrida vers le 8 septembre
- Graus (3e catégorie)

##### Province de Saragosse

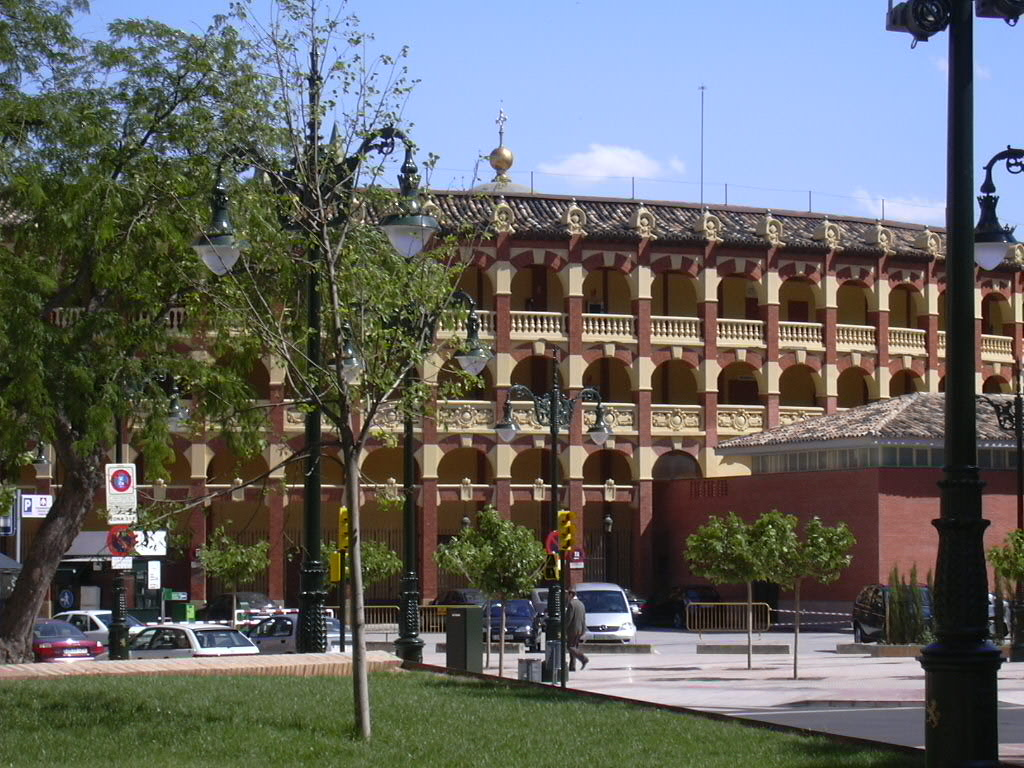
Arènes de la Misericordia de Saragosse.

- Saragosse (1re catégorie) : Corridas isolées en avril, mai et juin ; Feria de la Virgen del Pilár ou Fêtes du Pilar première quinzaine d’octobre
- Alagón (3e catégorie)
- Alhama de Aragón (3e catégorie)
- Ariza (3e catégorie)
- Ateca (3e catégorie)
- Bujaraloz (3e catégorie)
- Calatayud (3e catégorie) : Feria de San Roque, 2 corridas à la mi-août ; Fiestas de la Virgen de la Peña, 1 ou 2 corridas vers le 8 septembre
- Cariñena (3e catégorie)
- Casetas (3e catégorie)
- Daroca (3e catégorie)
- El Burgo de Ebro (3e catégorie)
- Ejea de los Caballeros (3e catégorie) : Feria de la Virgen de la Oliva, 4 ou 5 corridas fin août / début septembre
- Épila (3e catégorie)
- La Muela (3e catégorie)
- Maella (3e catégorie)
- Pina de Ebro (3e catégorie)
- Ricla (3e catégorie)
- San Mateo de Gállego (3e catégorie)
- Tarazona de Aragón (3e catégorie) : Feria de San Agustín, 3 ou 4 corridas fin août
- Tauste (3e catégorie)

##### Province de Teruel
- Teruel (2e catégorie) : Fiestas de San Fernando à la fin mai
- Albalate del Arzobispo (3e catégorie)
- Alcañiz (3e catégorie) : 2 corridas vers le 10 septembre
- Alcorisa (3e catégorie) : 1 ou 2 corridas à la mi-septembre
- Alfambra (3e catégorie)
- Andorra (3e catégorie) : 1 ou 2 corridas vers le 10 septembre
- Bronchales (3e catégorie)
- Calamocha (3e catégorie) : 2 ou 3 corridas à la mi-août
- Calanda (3e catégorie) : Fiestas de Nostra. Señora del Pilar, 2 ou 3 corridas entre les 11 et 14 octobre
- Castellote (3e catégorie)
- Cella (3e catégorie) : 2 ou 3 corridas fin août
- Escucha (3e catégorie)
- Frías de Albarracín (3e catégorie)
- Griegos (3e catégorie)
- Guadalaviar (3e catégorie)
- Monterde de Albarracín (3e catégorie)
- Muniesa (3e catégorie)
- Nogueras (3e catégorie)
- Orihuela del Tremedal (3e catégorie)
- Rubielos de Mora (3e catégorie)
- Santa Eulalia del Campo (3e catégorie) : 1 ou 2 corridas fin août
- Utrillas (3e catégorie)
- Valderrobres (3e catégorie)

#### Principauté des Asturies
- Oviedo (2e catégorie) : Petite feria début mai
- Gijón (2e catégorie) : Feria autour du 15 août
- Llanes (3e catégorie)

#### Communauté autonome de Cantabrie
- Santander (2e catégorie) : Feria de Santiago fin juillet
- Ampuero (3e catégorie)
- Castro Urdiales (3e catégorie)
- Rasines (3e catégorie)
- Santoña (3e catégorie)

#### Communauté autonome de Castille-La Manche

##### Province d'Albacete
- Albacete (2e catégorie) : Corridas isolées fin juin ; feria début septembre
- Alcadozo (3e catégorie)
- Alcalá del Júcar (3e catégorie)
- Alcaraz (3e catégorie)
- Alpera (3e catégorie)
- Bienservida (3e catégorie)
- Bogarra (3e catégorie)
- Casas Ibáñez (3e catégorie)
- Casas de Lázaro (3e catégorie)
- Caudete (3e catégorie)
- Cenizate (3e catégorie)
- Cotillas (3e catégorie)
- Hellín (3e catégorie) : 4 ou 5 corridas fin septembre / début octobre
- La Gineta (3e catégorie)
- La Roda (3e catégorie)
- Minaya (3e catégorie)
- Munera (3e catégorie)
- Nava de Abajo (3e catégorie)
- Navas de Jorquera (3e catégorie)
- Ontur (3e catégorie)
- Ossa de Montiel (3e catégorie)
- Peñas de San Pedro (3e catégorie)
- Peñascosa (3e catégorie)
- Povedilla (3e catégorie)
- Pozohondo (3e catégorie)
- Riópar (3e catégorie)
- San Pedro (3e catégorie)
- Tarazona de la Mancha (3e catégorie) : 2 ou 3 corridas fin août
- Tobarra (3e catégorie)
- Valdeganga (3e catégorie)
- Vianos (3e catégorie)
- Villamalea (3e catégorie)
- Villapalacios (3e catégorie)
- Villarrobledo (3e catégorie)
- Villaverde de Guadalimar (3e catégorie)
- Viveros (3e catégorie)

##### Province de Ciudad Real
- Ciudad Real (2e catégorie) : Corridas isolées en mars et en juillet ; feria après le 15 août
- Agudo (3e catégorie)
- Alamillo (3e catégorie)
- Alcázar de San Juan (3e catégorie) : 2 ou 3 corridas début septembre
- Almadén (3e catégorie)
- Almadenejos (3e catégorie)
- Almagro (3e catégorie) : 2 ou 3 corridas fin août
- Almodóvar del Campo (3e catégorie) : 3 ou 4 corridas à la mi-septembre
- Almuradiel (3e catégorie)
- Arenas de San Juan (3e catégorie)
- Argamasilla de Alba (3e catégorie)
- Bolaños de Calatrava (3e catégorie)
- Castellar de Santiago (3e catégorie)
- Chillón (3e catégorie)
- Daimiel (3e catégorie) : 2 ou 3 corridas début septembre
- Herencia (3e catégorie)
- La Solana (3e catégorie) : 2 ou 3 corridas fin juillet
- Manzanares (3e catégorie)
- Moral de Calatrava (3e catégorie)
- Pedro Muñoz (3e catégorie)
- Piedrabuena (3e catégorie)
- Pozuelo de Calatrava (3e catégorie)
- Puebla del Príncipe (3e catégorie)
- Puertollano (3e catégorie) : 3 ou 4 corridas début mai
- Santa Cruz de Mudela (3e catégorie) : Classée monument historique, c’est l’une des dernières arènes espagnoles de forme carrée.
- Socuéllamos (3e catégorie)
- Terrinches (3e catégorie)
- Tomelloso (3e catégorie) : 2 ou 3 corridas fin août
- Torralba de Calatrava (3e catégorie)
- Torrenueva (3e catégorie)
- Valdepeñas (3e catégorie)
- Villanueva de los Infantes (3e catégorie)

##### Province de Cuenca
- Cuenca (Espagne) (2e catégorie) : Feria fin août
- La Alberca de Záncara (3e catégorie)
- Almodóvar del Pinar (3e catégorie)
- Almonacid del Marquesado (3e catégorie)
- Belmonte (3e catégorie)
- Buenache de Alarcón (3e catégorie)
- Campillo de Altobuey (3e catégorie)
- Cañada del Hoyo (3e catégorie)
- Carboneras de Guadazaón (3e catégorie)
- Cardenete (3e catégorie)
- Casas de Fernando Alonso (3e catégorie)
- Casasimarro (3e catégorie)
- Cervera del Llano (3e catégorie)
- El Herrumblar (3e catégorie)
- El Peral (3e catégorie)
- El Provencio (3e catégorie)
- Enguídanos (3e catégorie)
- Honrubia (3e catégorie)
- Huete (3e catégorie)
- Iniesta (3e catégorie) : 3 ou 4 corridas fin août
- Landete (3e catégorie)
- Las Majadas (3e catégorie)
- Las Mesas (3e catégorie)
- Ledaña (3e catégorie)
- Los Hinojosos (3e catégorie)
- Minglanilla (3e catégorie)
- Mira (3e catégorie)
- Montalbo (3e catégorie)
- Monteagudo de las Salinas (3e catégorie)
- Motilla del Palancar (3e catégorie)
- Olivares del Júcar (3e catégorie)
- Osa de la Vega (3e catégorie)
- Palomares del Campo (3e catégorie)
- Pinarejo (3e catégorie)
- Priego (3e catégorie)
- Salmeroncillos (3e catégorie)
- San Clemente (3e catégorie)
- San Lorenzo de la Parrilla (3e catégorie)
- Santa María del Campo Rus (3e catégorie)
- Talayuelas (3e catégorie)
- Tarancón (3e catégorie)
- Tragacete (3e catégorie)
- Tresjuncos (3e catégorie)
- Valdemeca (3e catégorie)
- Vara de Rey (3e catégorie)
- Villagarcía del Llano (3e catégorie)
- Villalpardo (3e catégorie)
- Villamayor de Santiago (3e catégorie)
- Villar de la Encina (3e catégorie)
- Villarejo de Periesteban (3e catégorie)
- Zafrilla (3e catégorie)

##### Province de Guadalajara
- Guadalajara (2e catégorie) : Feria mi-septembre
- Alcocer (3e catégorie)
- Almonacid de Zorita (3e catégorie)
- Atienza (3e catégorie)
- Azuqueca de Henares (3e catégorie) : 4 ou 5 novilladas fin septembre
- Brihuega (3e catégorie)
- Carrascosa de Henares (3e catégorie)
- Cogolludo (3e catégorie)
- El Casar (3e catégorie)
- Espinosa de Henares (3e catégorie)
- Fontanar (3e catégorie)
- Fuencemillán (3e catégorie)
- Fuentelahiguera de Albatages (3e catégorie)
- Galápagos (3e catégorie)
- Hita (3e catégorie)
- Horche (3e catégorie)
- Humanes (3e catégorie)
- Jadraque (3e catégorie)
- Málaga del Fresno (3e catégorie)
- Mantiel (3e catégorie)
- Maranchón (3e catégorie)
- Mohernando (3e catégorie)
- Molina de Aragón (3e catégorie)
- Mondéjar (3e catégorie)
- Pareja (3e catégorie)
- Pastrana (3e catégorie)
- Pozo de Guadalajara (3e catégorie)
- Robledillo de Mohernando (3e catégorie)
- Sacedón (3e catégorie) : 2 corridas les 30 et 31 août
- Sigüenza (3e catégorie)
- Solanillos del Extremo (3e catégorie)
- Taracena (3e catégorie)
- Torija (3e catégorie)
- Torrebeleña (3e catégorie)
- Torrejón del Rey (3e catégorie)
- Tórtola de Henares (3e catégorie)
- Valdenuño Fernández (3e catégorie)
- Yunquera de Henares (3e catégorie)
- Zaorejas (3e catégorie)

##### Province de Tolède
- Tolède (2e catégorie) : Corrida en octobre
- Alcaudete de la Jara (3e catégorie)
- Almorox (3e catégorie)
- Añover de Tajo (3e catégorie)
- Argés (3e catégorie)
- Bargas (3e catégorie)
- Borox (3e catégorie)
- Casarrubios del Monte (3e catégorie)
- Consuegra (3e catégorie)
- Esquivias (3e catégorie)
- Fuensalida (3e catégorie)
- La Torre de Esteban Hambrán (3e catégorie)
- Los Navalmorales (3e catégorie)
- Los Navalucillos (3e catégorie)
- Madridejos (3e catégorie)
- Mora (3e catégorie)
- Navamorcuende (3e catégorie)
- Ocaña (3e catégorie)
- Orgaz (3e catégorie)
- Quintanar de la Orden (3e catégorie)
- San Román de los Montes (3e catégorie)
- Seseña (3e catégorie)
- Talavera de la Reina (3e catégorie) : Lieu de « pèlerinage ». « Joselito », aujourd’hui encore considéré comme l’un des plus grands matadors - beaucoup disent même le plus grand - y trouva la mort le 16 mai 1920. Corridas isolées en mai et septembre.
- Torrico (3e catégorie)
- Torrijos (3e catégorie)
- Villanueva de Alcardete (3e catégorie)
- Villarrubia de Santiago (3e catégorie)
- Villatobas (3e catégorie)
- Yepes (3e catégorie)

#### Communauté autonome de Castille-et-León

##### Province d'Ávila
- Ávila (2e catégorie) : Corridas en juin et octobre
- Arenas de San Pedro (3e catégorie)
- Arévalo (3e catégorie)
- Candeleda (3e catégorie)
- Cebreros (3e catégorie)
- El Barco de Ávila (3e catégorie)
- El Barraco (3e catégorie)
- El Hoyo de Pinares (3e catégorie) : Feria de San Miguel Arcángel, 3 ou 4 corridas fin septembre / début octobre
- El Tiemblo (3e catégorie)
- Gávilanes (3e catégorie)
- Higuera de las Dueñas (3e catégorie)
- Las Navas del Marqués (3e catégorie) : Feria del Santísimo Cristo de Gracia, 3 ou 4 corridas vers le 10 juillet
- Navalmoral (3e catégorie)
- Navalperal de Pinares (3e catégorie)
- Navaluenga (3e catégorie)
- Pedro Bernardo (3e catégorie)
- Piedrahíta (3e catégorie)
- Santa Cruz del Valle (3e catégorie)
- Sotillo de la Adrada (3e catégorie)

##### Province de Burgos
- Burgos (2e catégorie) : Feria de San Pedro y San Pablo, 9 corridas fin juin / début juillet
- Aranda de Duero (3e catégorie) : Feria Virgen de Las Viñas, 4 ou 5 corridas mi-septembre
- Arauzo de Miel (3e catégorie)
- Belorado (3e catégorie)
- Briviesca (3e catégorie)
- Huerta de Rey (3e catégorie)
- Lerma (3e catégorie) : 2 ou 3 corridas début septembre
- Medina de Pomar (3e catégorie) : Feria de la Virgen del Rosario, 2 ou 3 corridas début octobre
- Miranda de Ebro (3e catégorie)
- Roa (3e catégorie)
- Salas de los Infantes (3e catégorie)
- Villadiego (3e catégorie)

##### Province de León
- León (2e catégorie)
- Astorga (3e catégorie)
- La Bañeza (3e catégorie)
- Sahagún (3e catégorie)
- Valencia de Don Juan (3e catégorie)

##### Province de Palencia
- Palencia (2e catégorie) : Feria fin août / début septembre
- Carrión de los Condes (3e catégorie)
- Dueñas (3e catégorie)
- Herrera de Pisuerga (3e catégorie)

##### Province de Salamanque
- Salamanque (2e catégorie) : Feria de San Pedro Regalado, mi-mai ; feria fin septembre
- Alba de Tormes (3e catégorie)
- Aldehuela de Yeltes (3e catégorie)
- Babilafuente (3e catégorie)
- Béjar (3e catégorie)
- Calvarrasa de Arriba (3e catégorie)
- Carpio de Azaba (3e catégorie)
- Castillejo de Martín Viejo (3e catégorie)
- Cespedosa de Tormes (3e catégorie)
- Ciudad Rodrigo (3e catégorie) : « Carnaval de Ciudad Rodrigo », début février. « Arènes » sur la place principale entourée de charrettes. Aucune vedette, aucun grand élevage, mais à voir pour son caractère unique, authentique et antique.
- Espeja (3e catégorie)
- El Bodón (3e catégorie)
- El Payo (3e catégorie)
- El Sahugo (3e catégorie)
- Fuentes de Oñoro (3e catégorie)
- Fuenteguinaldo (3e catégorie)
- Guijuelo (3e catégorie)
- Ledesma (3e catégorie)
- Linares de Riofrío (3e catégorie)
- Los Santos (3e catégorie)
- Macotera (3e catégorie)
- Matilla de los Caños del Río (3e catégorie)
- Miranda del Castañar (3e catégorie)
- Pedrosillo de los Aires (3e catégorie)
- Peñaranda de Bracamonte (3e catégorie)
- Pereña de la Ribera (3e catégorie)
- Puebla de Azaba (3e catégorie)
- Robleda (3e catégorie)
- Saelices el Chico (3e catégorie)
- San Miguel de Valero (3e catégorie)
- San Martín del Castañar (3e catégorie)
- Saucelle (3e catégorie)
- Sequeros (3e catégorie)
- Topas (3e catégorie)
- Valdecarros (3e catégorie)
- Valero (3e catégorie)
- Villarino de los Aires (3e catégorie)
- Villasrubias (3e catégorie)
- Vitigudino (3e catégorie)

##### Province de Ségovie
- Ségovie (2e catégorie) : 3 ou 4 corridas fin juin
- Aguilafuente (3e catégorie)
- Cabezuela (3e catégorie)
- Cantalejo (3e catégorie) : Feria, 3 ou 4 corridas à compter du 16 août
- Cantimpalos (3e catégorie) : Feria, 2 ou 3 corridas, fin août / début septembre
- Cuéllar (3e catégorie) : Feria, 4 ou 5 corridas, fin août / début septembre
- El Espinar (3e catégorie) : 1 ou 2 corridas vers le 15 août
- Nava de la Asunción (3e catégorie)
- Santa María la Real de Nieva (3e catégorie)
- Sepúlveda (3e catégorie) : 2 ou 3 corridas fin août

##### Province de Soria
- Soria (2e catégorie) : Petite feria fin juin / début juillet
- Almazán (3e catégorie)
- Arcos de Jalón (3e catégorie)
- El Burgo de Osma (3e catégorie) : Fiestas de La Virgen y San Roque, 3 corridas vers le 15 août
- Deza (3e catégorie)
- Quintana Redonda (3e catégorie)

##### Province de Valladolid
- Valladolid (2e catégorie) : corridas en mai ; feria en septembre
- Fresno el Viejo (3e catégorie)
- Íscar (3e catégorie) : Feria, 4 ou 5 corridas début août
- La Flecha (3e catégorie) : Feria de San Antonio, 2 ou 3 corridas en juin
- La Pedraja de Portillo (3e catégorie)
- Laguna de Duero (3e catégorie) : Feria, 4 ou 5 corridas vers le 10 septembre
- Medina del Campo (3e catégorie) : Feria de San Antolín, 3 ou 4 corridas fin août / début septembre
- Medina de Rio Seco (3e catégorie)
- Nava del Rey (3e catégorie)
- Olmedo (3e catégorie)
- Pedrajas de San Esteban (3e catégorie)
- Pollos (3e catégorie)
- Simancas (3e catégorie)
- Tordesillas (3e catégorie) : Feria, 2 ou 3 corridas à la mi-septembre
- Torrelobatón (3e catégorie)
- Tudela de Duero (3e catégorie)
- Villabrágima (3e catégorie)
- Villanubla (3e catégorie)
- Villavicencio de los Caballeros (3e catégorie)

##### Province de Zamora
- Zamora (2e catégorie) : Feria de San Pedro, 2 ou 3 corridas fin juin / début juillet
- Toro (3e catégorie) : Feria de San Agustín, 3 ou 4 corridas fin août

#### Généralité de Catalogne

##### Province de Barcelone
- Barcelone aux arènes La Monumental (1re catégorie) : Tous les dimanches ou presque, de mai à septembre ; Feria de la Merced fin septembre

##### Province de Gérone
- Olot (3e catégorie)

##### Province de Tarragone
- Tarragone (2e catégorie) : Corridas isolées en juillet

#### Communauté autonome d’Estrémadure

##### Province de Badajoz
- Badajoz (2e catégorie) : Feria en avril
- Alburquerque (3e catégorie)
- Almendralejo (3e catégorie)
- Azuaga (3e catégorie)
- Barcarrota (3e catégorie)
- Bienvenida (3e catégorie)
- Bodonal de la Sierra (3e catégorie)
- Cabeza la Vaca (3e catégorie)
- Fregenal de la Sierra (3e catégorie)
- Fuente del Maestre (3e catégorie)
- Fuentes de León (3e catégorie)
- Garbayuela (3e catégorie)
- Herrera del Duque (3e catégorie)
- Higuera la Real (3e catégorie)
- Jerez de los Caballeros (3e catégorie)
- Mérida (2e catégorie) : Petite feria de 3 (parfois 4) corridas début septembre
- La Parra (3e catégorie)
- Olivenza (3e catégorie)
- Puebla de Alcocer (3e catégorie)
- Puebla de Sancho Pérez (3e catégorie)
- Usagre (3e catégorie)
- Valencia del Ventoso (3e catégorie)
- Villafranca de los Barros (3e catégorie)
- Zafra (3e catégorie) : Feria de San Miguel, 3 ou 4 corridas fin septembre / début octobre

##### Province de Cáceres
- Cáceres (2e catégorie)
- Alcántara (3e catégorie)
- Alcuéscar (3e catégorie)
- Baños de Montemayor (3e catégorie)
- Brozas (3e catégorie)
- Coria (3e catégorie)
- Hervás (3e catégorie)
- Madroñera (3e catégorie)
- Malpartida de Plasencia (3e catégorie)
- Mirabel (3e catégorie)
- Montánchez (3e catégorie) : Feria de 4 ou 5 novilladas vers le 15 juillet
- Montehermoso (3e catégorie)
- Navaconcejo (3e catégorie)
- Piornal (3e catégorie)
- Plasencia (2e catégorie) : Feria de Junio, 4 corridas vers le 10 juin
- Salorino (3e catégorie)
- Torremocha (3e catégorie)
- Trujillo (3e catégorie)
- Valencia de Alcántara (3e catégorie)
- Valverde del Fresno (3e catégorie)
- Villamiel (3e catégorie)
- Zarza de Granadilla (3e catégorie)
- Zarza la Mayor (3e catégorie)
- Zorita (3e catégorie)

#### Communauté autonome de Galice

##### Province de La Corogne
- La Corogne (2e catégorie) : Feria début août

##### Province de Pontevedra
- Pontevedra (2e catégorie) : Feria de La Peregrina, 4 ou 5 corridas dans la première quinzaine d’août

#### Communauté autonome des Îles Baléares
- Palma de Majorque (2e catégorie) : corridas isolées en août
- Alcúdia (3e catégorie)
- Ciudadela (3e catégorie)
- Felanitx (3e catégorie)
- Ibiza (3e catégorie)
- Inca (3e catégorie)
- Muro (3e catégorie)

#### Communauté autonome de Madrid

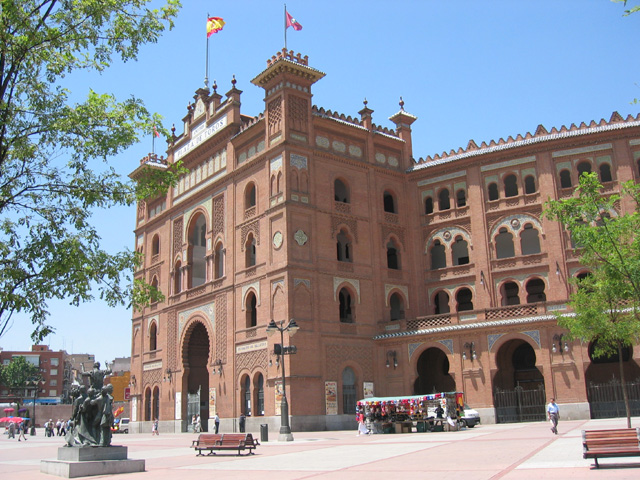
Arènes de Las Ventas, Madrid.

- Madrid, plaza de Las Ventas (1re catégorie) : Feria de San Isidro en mai et juin ; feria d’automne fin septembre / début octobre ; corridas isolées tout au long de l’année.
- Madrid, plaza de Vistalegre (2e catégorie) : corridas isolées tout au long de l’année.
- Alcalá de Henares (3e catégorie)
- Algete (3e catégorie)
- Anchuelo (3e catégorie)
- Aranjuez (3e catégorie) : Feria de San Fernando, 3 ou 4 corridas fin mai ; Fiestas del Motín, 1 ou 2 corridas début septembre
- Buitrago del Lozoya (3e catégorie)
- Cadalso de los Vidrios (3e catégorie)
- Cercedilla (3e catégorie)
- Chinchón (3e catégorie)
- Ciempozuelos (3e catégorie)
- Colmenar Viejo (3e catégorie) : Feria de Nuestra Señora de los Remedios, 6 ou 7 corridas fin août / début septembre
- El Álamo (3e catégorie)
- El Batán (3e catégorie)
- Getafe (3e catégorie)
- Guadarrama (3e catégorie)
- Leganés (3e catégorie)
- Los Santos de la Humosa (3e catégorie)
- Mejorada del Campo (3e catégorie)
- Miraflores de la Sierra (3e catégorie)
- Moralzarzal (3e catégorie) : Feria de novilladas, 4 ou 5 novilladas fin septembre / début octobre
- Móstoles (3e catégorie)
- Navacerrada (3e catégorie)
- Parla (3e catégorie) : Petite feria de 2 ou 3 corridas vers le 11 septembre
- San Agustín del Guadalix (3e catégorie)
- San Lorenzo de El Escorial (3e catégorie)
- San Martín de Valdeiglesias (3e catégorie)
- San Sebastián de los Reyes (3e catégorie)
- Santorcaz (3e catégorie)
- Torrejón de Ardoz (3e catégorie)
- Torres de la Alameda (3e catégorie)
- Valdemorillo (3e catégorie) : Feria « glaciale » (et parfois sous la neige) de 3 ou 4 corridas début février
- Valdemoro (3e catégorie)
- Valdetorres de Jarama (3e catégorie)
- Valverde de Alcalá (3e catégorie)
- Villarejo de Salvanés (3e catégorie)

#### Communauté autonome de Murcie
- Murcie (2e catégorie) : Feria de la Fuensanta, 9 corridas à la mi-septembre ; une dizaine de corridas tout au long de l’année.
- Abarán (3e catégorie)
- Calasparra (3e catégorie)
- Caravaca de la Cruz (3e catégorie)
- Carthagène (2e catégorie)
- Cehegín (3e catégorie)
- Cieza (3e catégorie)
- Lorca (3e catégorie)
- Molina de Segura (3e catégorie)
- Yecla (3e catégorie)

#### Communauté forale de Navarre
- Pampelune, aux arènes de Pampelune (1re catégorie) : du 5 au 14 juillet, Feria del Toro à l'occasion des fêtes de la Saint-Firmin et encierros
- Andosilla (3e catégorie)
- Cascante (3e catégorie)
- Castejón (3e catégorie)
- Cintruénigo (3e catégorie)
- Corella (3e catégorie)
- Estella (3e catégorie)
- Fitero (3e catégorie)
- Funes (3e catégorie)
- Lodosa (3e catégorie)
- Olite (3e catégorie)
- Peralta (3e catégorie)
- San Adrián (3e catégorie)
- Sangüesa (3e catégorie)
- Tafalla (3e catégorie)
- Tudela (3e catégorie)
- Valtierra (3e catégorie)

#### Communauté autonome du Pays basque

##### Province d'Alava
- Vitoria-Gasteiz (2e catégorie) : Feria de la Virgen Blanca début août
- Amurrio (3e catégorie) : Feria de Nuestra Señora de San Roque, 2 novilladas à la mi-août
- Laguardia (3e catégorie)

##### Province de Biscaye
- Bilbao (1re catégorie) : Corridas et novilladas isolées en mars, avril et septembre ; Corridas generales à la fin août
- Carranza (3e catégorie)
- Orduña (3e catégorie)
- Sopuerta (3e catégorie)

##### Province du Guipuscoa
- Saint-Sébastien (Arènes d'Atocha) (1re catégorie) : Corridas isolées en mars, avril et septembre ; Semana Grande à la mi-août
- Azpeitia (3e catégorie)
- Éibar (3e catégorie)
- Tolosa (3e catégorie)

#### Communauté autonome de la Rioja
- Logroño (2e catégorie) : Feria de San Mateo fin septembre
- Alfaro (3e catégorie)
- Aldeanueva de Ebro (3e catégorie)
- Arnedo (3e catégorie) : « Zapato de Oro », concours annuel de novilleros organisé fin septembre / début octobre. Quelques novilladas isolées
- Calahorra (3e catégorie)
- Cervera del Río Alhama (3e catégorie)
- Haro (3e catégorie)

#### Communauté valencienne

##### Province d'Alicante
- Alicante (2e catégorie) : Feria de la San Juan à la fin juin ; quelques corridas isolées
- Benidorm (3e catégorie)
- Elche (3e catégorie)
- Elda (3e catégorie)
- Monóvar (3e catégorie)
- Ondara (3e catégorie)
- Pilar de la Horadada (3e catégorie)
- Villena (3e catégorie)

##### Province de Castellón
- Castellón de la Plana (2e catégorie) : Feria de la Magdalena en mars
- Benicasim (3e catégorie)
- Morella (3e catégorie)
- Oropesa del Mar (3e catégorie)
- Vall d'Alba (3e catégorie)
- Villafranca del Cid (3e catégorie)
- Vinaròs (3e catégorie)

##### Province de Valence
- Valence (1re catégorie) : fallas en mars ; Feria de julio en juillet ; Feria de la Comunidad en octobre ; quelques corridas isolées.
- Algemesí (3e catégorie) : Feria fin septembre
- Bocairent (3e catégorie)
- Chelva (3e catégorie)
- Xàtiva (3e catégorie) : féria en août
- Requena (3e catégorie)
- Utiel (3e catégorie)

#### Cité autonome de Melilla
- Melilla (2e catégorie)

### France
Avertissement : Dans la liste ci-après, pour chaque commune sont indiqués les types de courses de taureaux qui y sont généralement organisées. Celles pour lesquelles il est indiqué « corrida » ne peuvent en aucun cas être considérées comme les seules communes de France dans lesquelles la corrida est légale ; il ne s’agit que des communes dans lesquelles, au cours des années 2004, 2005 et 2006, des corridas, des novilladas avec picadors et des corridas de rejón ont été organisées. Dans nombre d’autres communes, se déroulent régulièrement des corridas portugaises ou des novilladas sans picadors ; elles ne figurent pas sur cette liste. D’autres communes dans lesquelles des corridas sont organisées de manière irrégulière ne figurent pas non plus sur cette liste pour ne pas avoir connu de corridas en 2004, 2005 et 2006. Enfin, compte tenu de la législation en vigueur (voir à l'article corrida, chapitre « Con el permiso de la autoridad »), dans nombre de communes dans lesquelles n’a jamais été organisée la moindre corrida, on serait en droit de le faire.

#### Aude(11)
- Carcassonne : Corrida - Petite feria de deux ou trois novilladas fin août.
- Coursan : capea.

#### Bouches-du-Rhône(13)
- Arles :

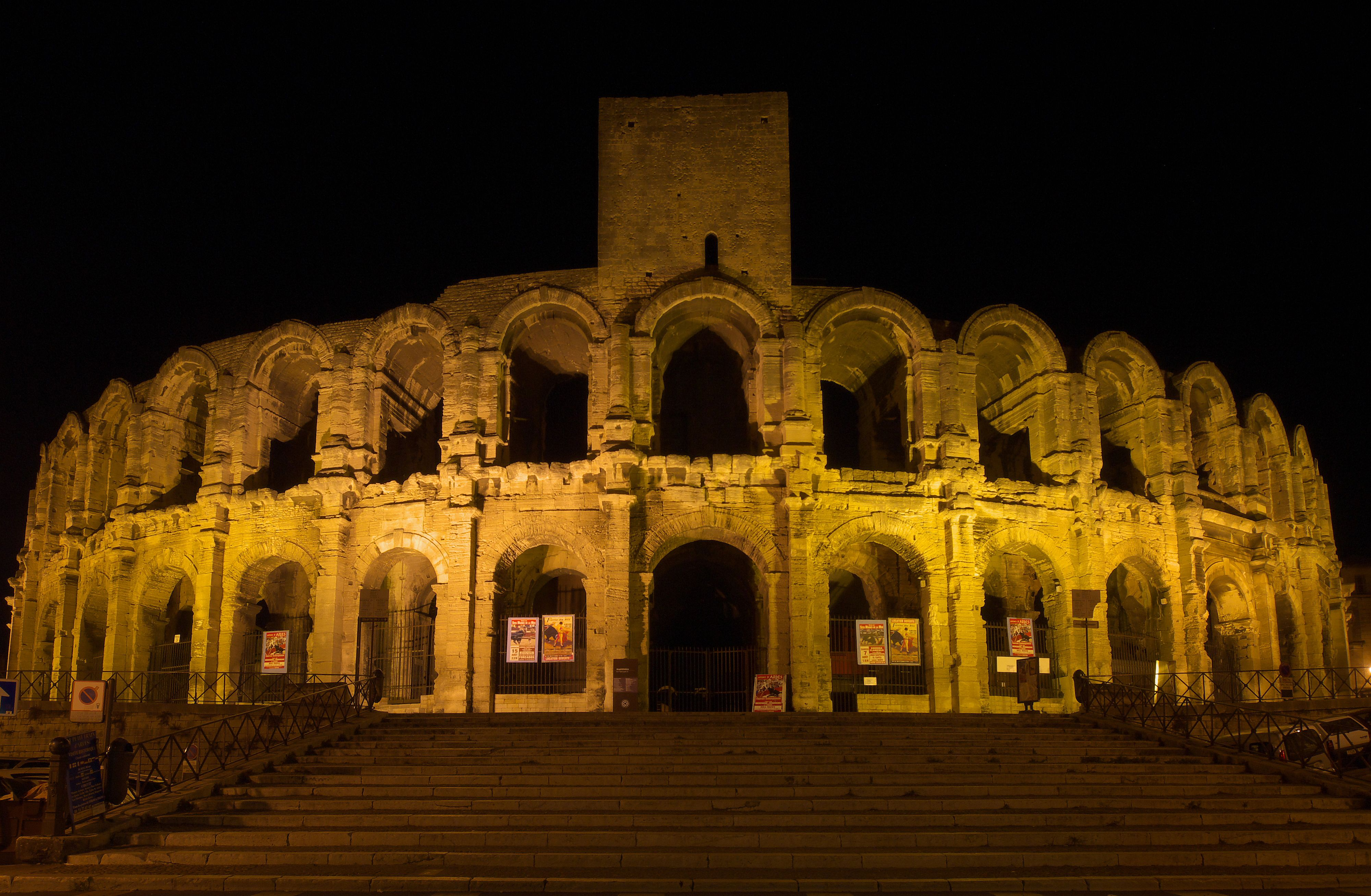
Arènes d'Arles.

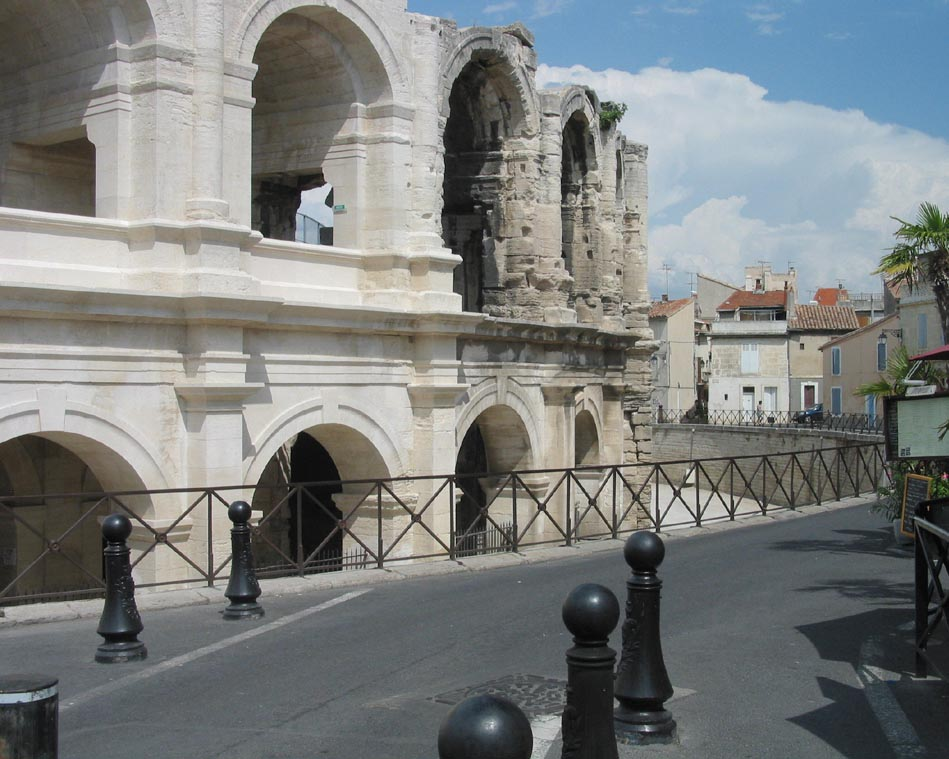
Les Arènes d'Arles en 2006 : travaux de restauration.

  - Corrida (1re catégorie) - Feria de Pâques (mars ou avril), novillada le 15 août, Feria des Prémices du Riz le deuxième week-end de septembre
  - Course camarguaise
- Barbentane : Course camarguaise
- Cabannes : Course camarguaise
- Châteaurenard : 
  - Corrida - Petite feria de deux corridas le week-end précédant le 14 juillet
  - Course camarguaise
- Eyguières : Course camarguaise
- Eyragues : Course camarguaise
- Fontvieille : Course camarguaise
- Fos-sur-Mer : Course camarguaise
- Grans : Course camarguaise
- Graveson : Course camarguaise
- Istres : 
  - Corrida - Feria de deux ou trois corridas, deux semaines après la Pentecôte
  - Course camarguaise
- Maillane : Course camarguaise
- Maussane-les-Alpilles : Course camarguaise
- arènes de Méjanes (Commune d’Arles) : 
  - Corrida - Vers le 14 juillet
  - Course camarguaise
- Mollégès : Course camarguaise
- Mouriès :
  - Corrida
  - Course camarguaise
- Noves : Course camarguaise
- Orgon : Course camarguaise
- Pélissanne : Course camarguaise
- Plan-d'Orgon : Course camarguaise
- Port-Saint-Louis-du-Rhône : 
  - Corrida
  - Course camarguaise
- Raphèle-lès-Arles (commune d’Arles) 
  - Corrida
  - Course camarguaise
- Rognonas : Course camarguaise
- Saint-Andiol : Course camarguaise
- Les Saintes-Maries-de-la-Mer : 
  - Corrida - Feria du cheval vers le 14 juillet
  - Course camarguaise
- Saint-Étienne-du-Grès : Course camarguaise
- Saint-Martin-de-Crau :
  - Corrida - Feria de la Crau, deux corridas le dernier week-end d'avril
  - Course camarguaise
- Saint-Rémy-de-Provence : Course camarguaise
- Salin-de-Giraud (commune d’Arles) : Course camarguaise
- Sénas : Course camarguaise
- Tarascon :
  - Corrida - Fêtes de la Tarasque, avant-dernier week-end de juin
  - Course camarguaise

#### Gard(30)
- Aigues-Mortes : Course camarguaise
- Aigues-Vives : Course camarguaise
- Aimargues : Course camarguaise
- Alès : Corrida - Feria des Manges-Tripes le week-end suivant le jeudi de l’Ascension

Course camarguaise
- Aramon : Course camarguaise
- Aubais : Course camarguaise
- Beaucaire : 
  - Corrida - Estivales de Beaucaire, fin juillet
  - Course camarguaise
- Beauvoisin : Course camarguaise
- Bellegarde : Course camarguaise
- Bouillargues : Course camarguaise
- Le Cailar : Course camarguaise
- Caissargues : Course camarguaise
- Calvisson : Course camarguaise
- Fourques : 
  - Corrida
  - Course camarguaise
- Garons : Course camarguaise
- Générac : Course camarguaise
- Le Grau-du-Roi : 
  - Corrida - Début juillet
  - Course camarguaise
- Marguerittes : Course camarguaise
- Montfrin : Course camarguaise
- Moussac : Course camarguaise

- Nîmes :

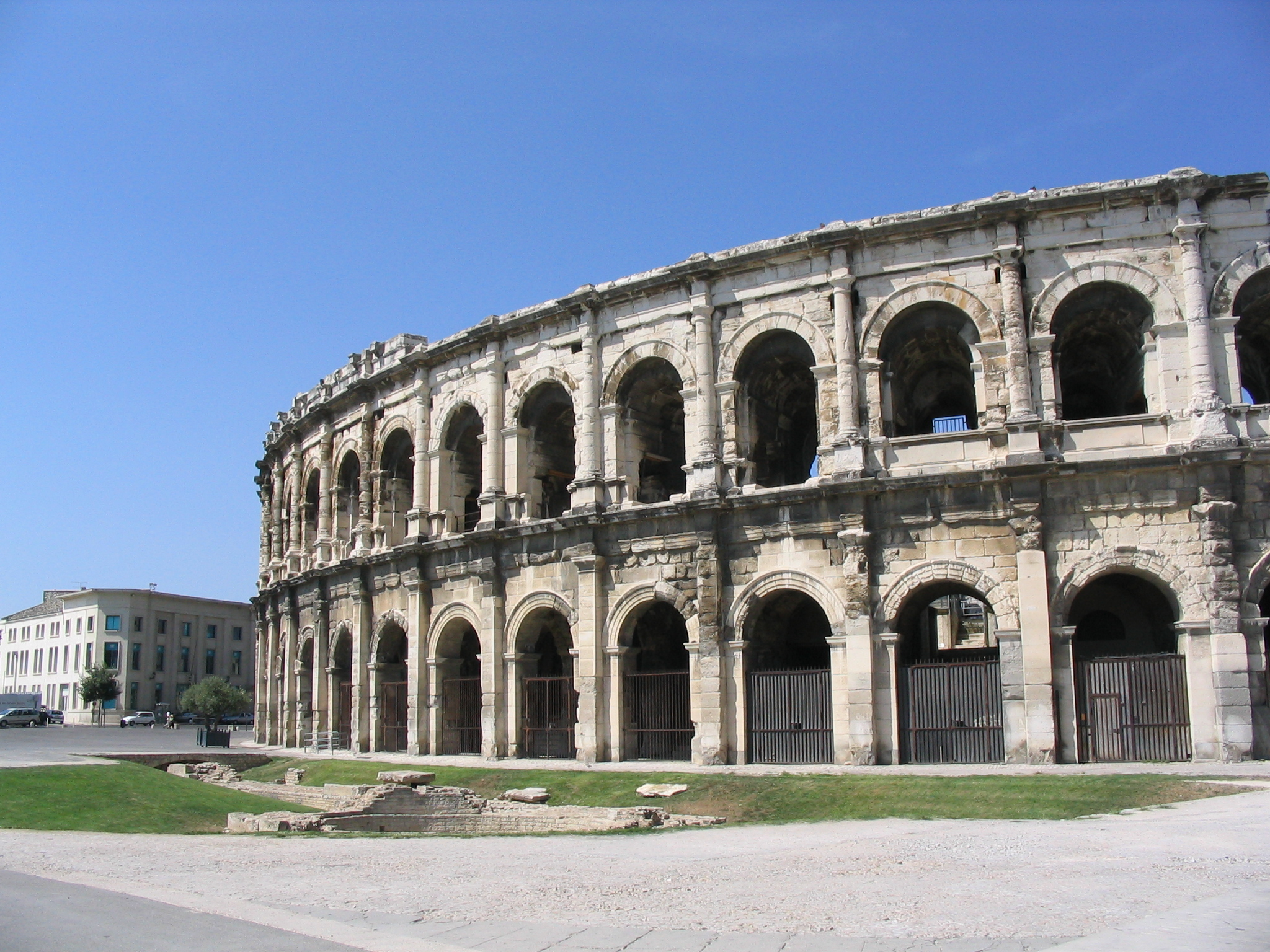
Les arènes de Nîmes.

  - Corrida (1re catégorie) - Corrida le jeudi de l’Ascension, Feria de la Pentecôte, Feria des vendanges le troisième week-end de septembre
  - Course camarguaise
- Redessan : Course camarguaise
- Remoulins Course camarguaise
- Rodilhan : Course camarguaise
- Saint-Césaire : Course camarguaise
- Saint-Christol-lès-Alès : Course camarguaise
- Saint-Gilles :
  - Corrida - Feria de la pêche et de l’abricot fin août
  - Course camarguaise
- Saint-Laurent-d'Aigouze : 
  - Corrida - Novillada piquée le samedi suivant le 15 août
  - Course camarguaise
- Sommières :
- Course camarguaise
- Tienta, capéa, novilladas
- Uchaud : Course camarguaise
- Vallabrègues : Course camarguaise
- Vauvert : 
  - Course camarguaise
  - Corrida - occasionnellement
- Vergèze : 
  - Corrida - Début avril
  - Course camarguaise

#### Haute-Garonne(31)
- Fenouillet : Corrida - Feria de quatre ou cinq corridas, novilladas et corrida de rejón fin juin / début juillet
- Rieumes : Corrida - Une ou deux novilladas début septembre

#### Gers(32)
- Aignan : 
  - Corrida - Mi-avril
  - Course landaise
- Eauze :
  - Corrida - Début juillet
  - Course landaise
- Gimont : 
  - Corrida - Mi-juin
  - Course landaise
- Le Houga : Course landaise
- Marciac : Course landaise
- Nogaro : Course landaise
- Riscle : 
  - Corrida - Début août
  - Course landaise
- Vic-Fezensac : Corrida (1re catégorie) - Arènes Joseph Fourniol - Feria de la Pentecôte.

#### Gironde(33)
- Captieux : Corrida - Mi-juin
- La Brède : Corrida - Deux semaines après la Pentecôte

#### Hauts-de-FranceetNormandie
- Arènes de Roubaix
- Arènes du Havre

#### Hérault(34)
- Baillargues : Course camarguaise
- Béziers : Corrida (1re catégorie) - Feria de l’Assomption autour du 15 août
- Le Crès : Course camarguaise
- Castries : Course camarguaise
- Frontignan : Course camarguaise
- Lattes : Course camarguaise
- Lunel : 
  - Corrida - Petite feria de deux novilladas vers le 14 juillet
  - Course camarguaise
- Lunel-Viel : Course camarguaise
- Palavas-les-Flots : 
  - Corrida - Feria de la mer début mai
  - Course camarguaise
- Marsillargues : Course camarguaise
- Mauguio :
  - Corrida - « Romeria » mi-juin, une corrida
  - Course camarguaise
- Pérols : Course camarguaise
- Saint-Genies-des-Mourgues : course camarguaise, novillada.
- Saint-Mathieu-de-Tréviers : Course camarguaise
- Teyran : Course camarguaise
- Vendargues : Course camarguaise
- Villeneuve-lès-Maguelone : Course camarguaise

#### Landes(40)
- Aire-sur-l'Adour : Arènes Maurice Lauche
  - Corrida - 1er mai – mi-juin
  - Course landaise
- Amou : Arènes Jean-Lafittau
  - Course landaise
- Bougue
  - Corrida
  - Course landaise
- Bascons : arènes Jean de Lahourtique et arènes du quartier de Bostens
  - Course landaise
- Brocas
  - Corrida
  - Course landaise
- Dax : arènes de Dax
  - Corrida (1re catégorie) - Feria des Fêtes autour du 15 août ; deux corridas et une novillada le deuxième week-end de septembre, à l'occasion du festival Toros y Salsa (voir Arènes de Dax).
  - Course landaise
- Eugénie-les-Bains
  - Course landaise
- Gamarde-les-Bains : arènes de Gamarde-les-Bains
  - Corrida
  - Course landaise
- Hagetmau :
  - Corrida - Fin juillet
  - Course landaise
- Magescq :
  - Corrida - Fin février
  - Course landaise

- Mimizan : arènes de Mimizan
  - Corrida - Fin août
- Mont-de-Marsan :

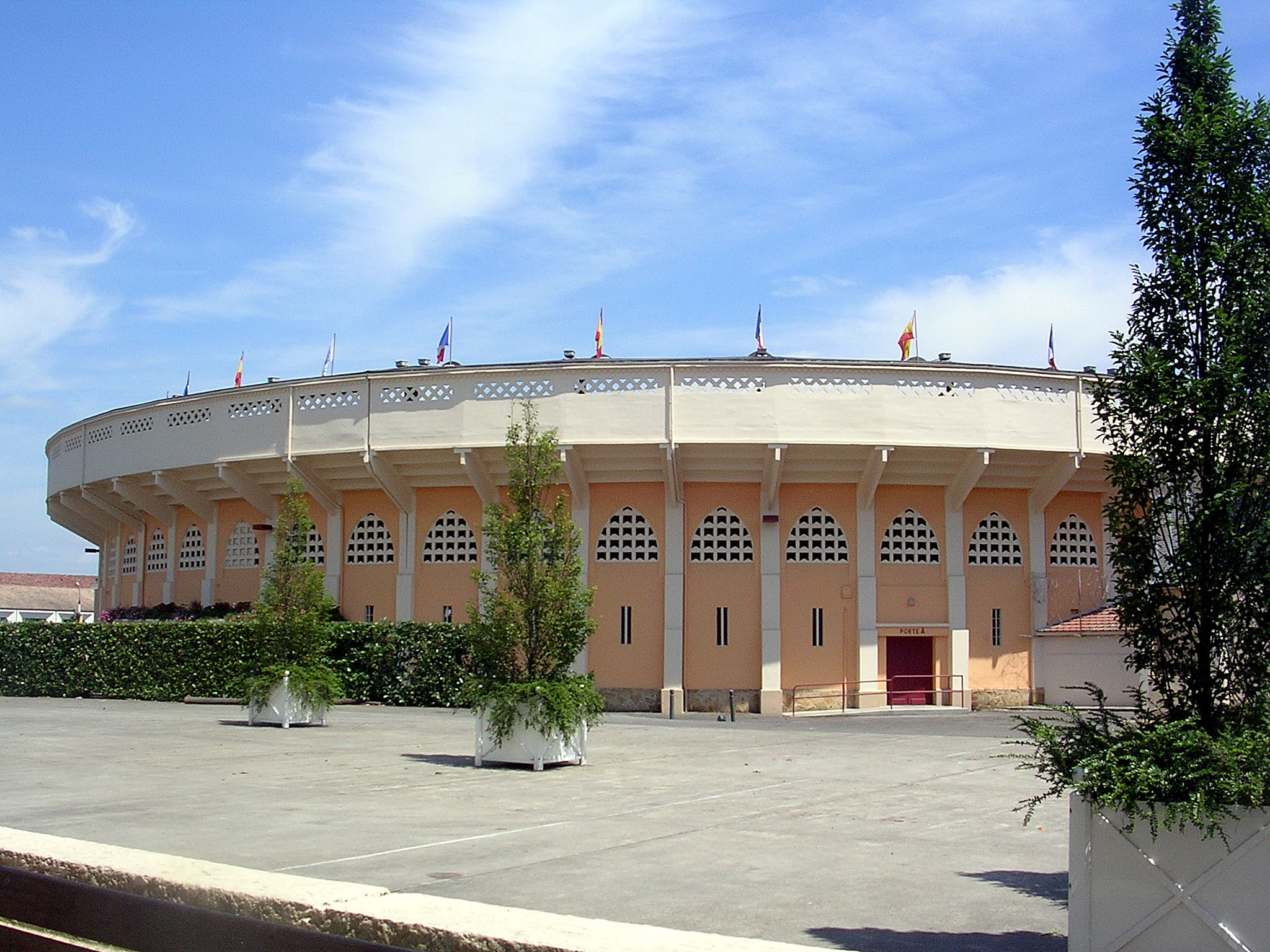
Arènes du Plumaçon de Mont-de-Marsan.

  - Corrida aux arènes du Plumaçon (1re catégorie) - Fêtes de la Madeleine mi-juillet
  - Course landaise
- Morcenx : arènes de Morcenx
  - Course landaise
- Mugron :
  - Corrida - Fin mars
  - Course landaise
- Parentis-en-Born :
  - Corrida - Début août aux arènes Roland Portalier
  - Course landaise
- Pomarez, arènes de Pomarez
  - Course landaise
- Rion-des-Landes, arènes de Rion-des-Landes :
  - Corrida - novembre
  - Course landaise
- Roquefort
  - Corrida
  - Course landaise
- Saint-Sever (Arènes de Morlanne) :
  - Corrida - Fin juin
  - Course landaise
- Samadet :
  - Corrida - février
  - Course landaise
- Saint-Vincent-de-Tyrosse :
  - Corrida - Fin juillet
  - Course landaise
- Soustons :
  - Corrida - Début août
  - Course landaise
- Tartas
  - Corrida - Juillet
- Vieux-Boucau :
  - Corrida
  - Course landaise
- Villeneuve-de-Marsan :
  - Corrida
  - Course landaise

#### Lot-et-Garonne(47)
- Casteljaloux : Course landaise
- Nérac : Course landaise

#### Paris(75)
- Arènes de la rue Pergolèse à Paris

#### Pyrénées-Atlantiques(64)
- Arzacq-Arraziguet :
  - Corrida aux arènes du Soubestre
  - Course landaise - Début juillet
- Bayonne : Corrida aux arènes de Bayonne (1re catégorie) - Vers le 14 juillet – Début août – Vers le 15 août – Début septembre
- Garlin : 
  - Corrida - Fin avril
  - Course landaise
- Orthez : 
  - Corrida - Fin juillet
  - Course landaise
- Morlanne : course landaise

#### Hautes-Pyrénées(65)
- Maubourguet : Corrida - Début septembre

#### Pyrénées-Orientales(66)
- Bourg-Madame : Corrida
- Céret : Corrida - « Céret de toros », feria de deux corridas et une novillada le week-end précédant le 14 juillet.
- Collioure : Corrida - 15 et 16 août
- Millas : Corrida - Début août

#### Var(83)
- Fréjus : Corrida - En juillet et vers le 15 août

#### Vaucluse(84)
- Cavaillon : Course camarguaise
- Pernes-les-Fontaines : Course camarguaise

### Portugal

#### Lisbonne
- Campo Pequeno : Course portugaise

#### Santarém
- Monumental Celestino Graça (pt) : Course portugaise

### Italie

#### Vallée d'Aoste
- Arène de la Croix-Noire : Bataille de reines

## Afrique

### Algérie
- Arènes d'Oran

### Maroc
- Arènes de Tanger

## Amérique latine

### Colombie
- Armenia : Feria « Ciudad Milagro » mi-janvier
- Bogota : 6 à 8 corridas en janvier et février
- Bucaramanga : Feria del Señor de los Milagros, 4 ou 5 corridas en décembre
- Cali : Feria fin décembre / début janvier (une dizaine de corridas) et corridas isolées
- Carthagène des Indes : 3 ou 4 corridas en novembre et janvier
- Duitama : Petite feria de 2 ou 3 corridas en janvier ; 1 ou 2 en novembre
- Manizales : Feria de 6 ou 7 corridas début janvier
- Medellin : Feria de la Macarena, 8 à 10 corridas en janvier et février

### Équateur
- Ambato : Feria de Nuestra Señora de la Merced, 3 ou 4 corridas en février
- Cayambe : Petite feria de 2 ou 3 corridas au mois de juin
- Cuenca : Petite feria de 2 ou 3 corridas aux alentours de la Toussaint
- Quito : Feria de Jesús del Gran Poder, une dizaine de corridas fin novembre / début décembre
- Riobamba : Feria del Señor del Buen Suceso, 3 ou 4 corridas en avril
- Valencia : Une ou deux corridas à la mi-décembre

### Mexique
- Acapulco (État du Guerrero) : Une dizaine de corridas de janvier à mars
- Aguascalientes (État d'Aguascalientes) : Feria de San Marcos, une douzaine de corridas en avril ; quelques corridas isolées entre octobre et mai
- Apizaco (État de Tlaxcala)
- Autlán de la Grana : Feria de 3 à 5 corridas en février
- Azcapotzalco (District fédéral de Mexico) : 1 ou 2 corridas en novembre
- Cadereyta (État de Nuevo León) : 1 ou 2 corridas fin novembre
- Cañadas de Obregón (État de Jalisco) : 3 corridas fin janvier (les plus anciennes du monde 1680)
- Cancún (État de Quintana Roo) : 2 ou 3 corridas en novembre et avril
- Chimalhuacan (État de Mexico) : 1 ou 2 corridas en octobre
- Ciudad Juarez (État de Chihuahua) : 5 ou 6 corridas de mars à octobre
- Coacalco (État de Mexico) : 1 ou 2 corridas en octobre
- Cozumel (État de Quintana Roo) : 1 ou 2 corridas en mai
- Durango (État de Durango) : 1 ou 2 corridas en avril
- General Escobedo (État de Nuevo León) : 5 ou 6 corridas en octobre et novembre
- Guadalajara (État de Jalisco) : une quinzaine de corridas, d’octobre à février
- Irapuato (État de Guanajuato) : 1 ou 2 corridas en mars et novembre
- León (État du Guanajuato) : 7 ou 8 corridas de décembre à février
- Matamoros (État du Tamaulipas) : 1 ou 2 corridas en février
- Mazatlán (État de Sinaloa) : 2 ou 3 corridas en février et mars
- Mérida (Mexique) (État du Yucatán) : 4 ou 5 corridas, d’octobre à janvier
- Mexicali (État de Basse-Californie) : 4 ou 5 corridas entre novembre et mars
- Mexico : une vingtaine de corridas, de janvier à octobre
- Monterrey (État de Nuevo León) : 8 à 10 corridas de mars à novembre
- Morelia (État de Michoacán de Ocampo) : une dizaine de corridas de mars à novembre
- Nuevo Laredo (État de Tamaulipas) : 8 à 10 corridas, de février à octobre
- Orizaba (État de Veracruz) : une douzaine de corridas, de janvier à octobre
- Pachuca (État de Hidalgo) : 3 corridas en octobre
- Puebla (État de Puebla) : 15 à 20 corridas tout au long de l’année
- Puerto Vallarta (État du Jalisco) : 3 ou 4 corridas de janvier à juin
- Saltillo (État de Coahuila) : 2 corridas en septembre et janvier
- San Francisco de los Romo (État d’Aguascalientes) : 1 corrida en octobre
- San Luis Potosí (État de San Luis Potosí) : 12 à 15 corridas, tout au long de l’année
- San Miguel de Allende (État de Guanajuato) : 1 corrida en novembre
- Santiago de Querétaro (État de Querétaro de Arteaga) : une quinzaine de corridas de mars à décembre
- Teocaltiche (État de Jalisco) : Petite feria de 2 ou 3 corridas à la mi-novembre
- Texcoco (État de Mexico) : 6 ou 7 corridas en mars/avril et novembre/décembre
- Tijuana (État de Basse-Californie) : 10 à 12 corridas d’avril à novembre
- Tlaxcala (État de Tlaxcala) : 6 ou 7 corridas en octobre et novembre
- Torreón (État de Coahuila) : 5 ou 6 corridas tout au long de l’année
- Zacatecas (État de Zacatecas) : 4 à 6 corridas en septembre ; 1 ou 2 en mai

### Pérou
- Cajabamba : 2 ou 3 corridas en octobre
- Cajamarca : 2 ou 3 corridas en janvier
- Chota : Feria de San Juan Bautista, 3 ou 4 corridas fin juin
- Cutervo : Feria de 6 ou 7 corridas fin juin
- Lima (Plaza de Acho): Feria del Señor de los Milagros, 7 ou 8 corridas en octobre et novembre

### Venezuela
- Barcelona : Petite feria de 2 ou 3 corridas fin avril
- Barquisimeto : Feria de la Divina Pastora, 2 ou 3 corridas en septembre
- La Victoria : 4 ou 5 corridas tout au long de l’année
- Maracaibo : Feria de la Chinita, 4 ou 5 corridas en novembre
- Maracay : Feria de San José, 4 ou 5 corridas mi-mars ; 2 ou 3 corridas isolées en février et octobre
- Mérida : Feria del Sol, 6 corridas en février.
- San Cristóbal : Feria de 6 à 8 corridas fin janvier
- Santa Rita : 1 ou 2 corridas en octobre
- Tóvar : Feria de Nuestra Señora Virgen de Regla, 3 corridas à la mi-septembre
- Valencia : Feria de la Naranja, 4 ou 5 corridas en novembre ; 2 à 4 corridas entre janvier et mars